# 氷田光風
氷田 光風（ひだ こうふう、1917年4月30日 - 2006年11月9日）は、書家、教育者。
本名氷田作治。石川県金沢市生まれ。1938年石川県師範学校本科二部卒業。1942年文部省習字科教員検定試験（文検）に合格。1943年石川県立金沢一中教諭、1944年東京第二師範学校教授、東京学芸大学助教授、山梨大学教授、1982年定年退官、文教大学教授。文部省学習指導要領、及び学習指導資料作成協力者（国語科）。毎日書道展審査会員。勲三等瑞宝章受章。2006年11月9日、前立腺癌のため死去。

## 著書
- 『母と子の習字帳 文部省新学習指導要領による 初級篇』愛隆堂 1971
- 『図解書道の教室』図鑑の北隆館 1974

### 共編
- 『毛筆硬筆書写字典』藤原宏共編 講談社 1973
- 『文字の書き方』藤原宏共編 講談社学術文庫 1979
- 『模範漢字くずし方字典』藤原宏,氷田作治編 第一法規出版 1983
- 『書写指導の基本』氷田作治,柘植昌汎著 第一法規出版 教師のためのベストライブラリー 1984
- 『小学生の新レインボー漢字書き方辞典』監修 学習研究社 2006
- 『常用漢字読み書き辞典』渡辺富美雄共編 学習研究社 2008
- 『美しいかなが書ける本 「和様の書」に学ぶ美文字のすべて』島谷弘幸監修・解説 氷田,米本美雪手本 枻出版社 エイムック 2013

## 注
1. ↑  『産業新潮』（産業新潮社、1993年10月号）p.154 「50億人の手相」
2. ↑  「毎日新聞」訃報
3. ↑  『小学生の新レインボー漢字書き方辞典』著者紹介
4. ↑  氷田が代表を務めた全日本書写書道教育連盟によるプロフィール及び『草創期教官の書』(東京学芸大学書道科同窓会硯心会、2021年8月)に佩用の近影